# 잭 라슨
잭 에드워드 라슨(Jack Edward Larson, 1928년 2월 8일 ~ 2015년 9월 20일)은 미국의 배우, 오페라 대본 작가, 영화 각본가, 제작자이다. 2013년 잉크팟 어워드를 수상했다.

## 출연 작품
- Chris & Don (2007) - 다큐멘터리
- 하늘을 보라 - 슈퍼맨의 놀라운 이야기 (2006년) - 본인 역
- 수퍼맨 리턴즈 (2006년) - 보 더 바텐더 역
- 진실 혹은 대담 (1991년) - 크레디트 미기재, 본인 역
- 재회의 거리 (1988년)
- 퍼펙트 (1985년)
- 마이크스 머더 (1984년)
- 더 베이비 메이커 (1970년)
- 10대 백만장자 (1961년)
- 어바웃 미스터 레슬리 (1954년)
- 쓰리 세일러스 앤 어 걸 (1953년)
- Stamp Day for Superman (1954) - 단편
- 스타리프트 (1951년)
- 전투 비행대 (1948년)

### 텔레비전
- Adventures of Superman (1952-58) - 지미 올슨 역